# 29e Primetime Emmy Awards
De 29e Primetime Emmy Awards, waarbij prijzen werden uitgereikt in verschillende categorieën voor de beste Amerikaanse televisieprogramma's die in primetime werden uitgezonden tijdens het televisieseizoen 1976-1977, vond plaats op 11 september 1977 in het Pasadena Civic Auditorium in Pasadena, Californië.

## Winnaars en nominaties - televisieprogramma's
(De winnaars staan bovenaan in vet lettertype.)

#### Dramaserie
(Outstanding Drama Series)
- Upstairs, Downstairs
  - Baretta
  - Columbo
  - Family
  - Police Story

#### Komische serie
(Outstanding Comedy Series)
- The Mary Tyler Moore Show
  - All in the Family
  - Barney Miller
  - The Bob Newhart Show
  - M*A*S*H

#### Miniserie
(Outstanding Limited Series)
- Roots
  - The Adams Chronicles
  - Arthur Hailey's the Moneychangers
  - Captains and the Kings
  - Madame Bovary

#### Varieté-, Muziek- of komische show
(Outstanding Comedy-Variety or Music Series)
- Van Dyke and Company
  - The Carol Burnett Show
  - Evening at Pops
  - The Muppet Show
  - Saturday Night Live

## Winnaars en nominaties - acteurs

### Hoofdrollen

#### Mannelijke hoofdrol in een dramaserie
(Outstanding Lead Actor in a Drama Series)
- James Garner als Jim Rockford in The Rockford Files
  - Robert Blake als Tony Baretta in Baretta
  - Peter Falk als Columbo in Columbo
  - Jack Klugman als Dr. R. Quincy in Quincy, M.E.
  - Karl Malden als Mike Stone in The Streets of San Francisco

#### Mannelijke hoofdrol in een komische serie
(Outstanding Lead Actor in a Comedy Series)
- Carroll O'Connor als Archie Bunker in All in the Family
  - Alan Alda als Capt. Benjamin Franklin Pierce in M*A*S*H
  - Jack Albertson als Ed Brown in Chico and the Man
  - Hal Linden als Capt. Barney Miller in Barney Miller
  - Henry Winkler als Arthur 'Fonzie' Fonzarelli in Happy Days

#### Mannelijke hoofdrol in een miniserie
(Outstanding Lead Actor in a Limited Series or a Special)
- Christopher Plummer als Roscoe Heyward in Arthur Hailey's the Moneychangers
  - Richard Jordan als Joseph Armagh in Captains and the Kings
  - Stanley Baker als Gwilym Morgan in How Green Was My Valley
  - Steven Keats als Jay Blackman in Seventh Avenue

#### Vrouwelijke hoofdrol in een dramaserie
(Outstanding Lead Actress in a Drama Series)
- Lindsay Wagner als Jaime Sommers in The Bionic Woman
  - Angie Dickinson als Suzanne 'Pepper' Anderson in Police Woman
  - Kate Jackson als Sabrina Duncan in Charlie's Angels
  - Michael Learned als Olivia Walton in The Waltons
  - Sada Thompson als Kate Lawrence in Family

#### Vrouwelijke hoofdrol in een komische serie
(Outstanding Lead Actress in a Comedy Series)
- Beatrice Arthur als Maude Findlay in Maude
  - Valerie Harper als Rhoda Morgenstern in Rhoda
  - Mary Tyler Moore als Mary Richards in The Mary Tyler Moore Show
  - Suzanne Pleshette als Emily Hartley in The Bob Newhart Show
  - Jean Stapleton als Edith Bunker in All in the Family

#### Vrouwelijke hoofdrol in een miniserie
(Outstanding Lead Actress in a Limited Series or a Special)
- Patty Duke als Bernadette Hennessey Armagh in Captains and the Kings
  - Susan Flannery als Margot Bracken in Arthur Hailey's the Moneychangers
  - Jane Seymour als Marjorie Chisholm in Captains and the Kings
  - Eva Marie Saint als Katherine Macahan in How the West Was Won
  - Dori Brenner als Rhoda Gold Blackman in Seventh Avenue

### Bijrollen

#### Mannelijke bijrol in een dramaserie
(Outstanding Supporting Actor in a Drama Series)
- Gary Frank als Willie Lawrence in Family
  - Noah Beery jr. als Joseph 'Rocky' Rockford in The Rockford Files
  - David Doyle als John Bosley in Charlie's Angels
  - Tom Ewell als Billy Truman in Baretta
  - Will Geer als Grandfather in The Waltons

#### Mannelijke bijrol in een komische serie
(Outstanding Supporting Actor in a Comedy Series)
- Gary Burghoff als Corporal Walter Eugene O'Reilly in M*A*S*H
  - Edward Asner als Lou Grant in The Mary Tyler Moore Show
  - Ted Knight als Ted Baxter in The Mary Tyler Moore Show
  - Harry Morgan als Colonel Sherman T. Potter in M*A*S*H
  - Abe Vigoda als Phil Fish in Barney Miller

#### Vrouwelijke bijrol in een dramaserie
(Outstanding Supporting Actress in a Drama Series)
- Kristy McNichol als Letitia Lawrence in Family
  - Meredith Baxter als Nancy Lawrence Maitland in Family
  - Ellen Corby als Esther Walton in The Waltons
  - Lee Meriwether als Betty Jones in Barnaby Jones
  - Jacqueline Tong als Daisy in Upstairs, Downstairs

#### Vrouwelijke bijrol in een komische serie
(Outstanding Supporting Actress in a Comedy Series)
- Mary Kay Place als Loretta Haggers in Mary Hartman, Mary Hartman
  - Georgia Engel als Georgette Franklin Baxter in The Mary Tyler Moore Show
  - Julie Kavner als Brenda Morgenstern in Rhoda
  - Loretta Swit als Margaret Houlihan in M*A*S*H
  - Betty White als Sue Ann Nivens in The Mary Tyler Moore Show